# Sincerely L. Cohen: A Live Celebration of Leonard Cohen
Sincerely L. Cohen: A Live Celebration of Leonard Cohen je koncertní album složené z písní kanadského hudebníka a spisovatele Leonarda Cohena. Vydáno bylo 21. září roku 2017, tedy den, kdy by se Cohen dožil třiaosmdesáti let. V ten den vyšlo pouze v digitální podobě ke stažení z internetu. Dne 24. listopadu toho roku vyšlo také na dvojité dlouhohrající gramofonové desce, a to v omezeném počtu 500 kusů. Záznam pochází z ledna 2017, kdy byl nahrán v newyorském sále Music Hall of Williamsburg. Na album přispěli například Lee Ranaldo, Lenny Kaye, Richard Thompson a další. Autorem poznámek k albu (tzv.  liner notes) je novinář Justin Joffe.

## Seznam skladeb
1. Delicate Steve: Hallelujah
2. Leslie Mendelson: Sisters of Mercy
3. Osei Essed: Diamonds in the Mine
4. Holly Miranda / Joan as Police Woman & Invisible Familiars: I’m Your Man
5. Josh Ritter: Chelsea Hotel #2
6. Amy Helm: Hey, That’s No Way to Say Goodbye
7. Elvis Perkins: Is This What You Wanted
8. Richard Thompson: Bird on the Wire
9. Richard Thompson: Story of Isaac
10. Lenny Kaye: Beautiful Losers
11. Ian O’Neil: Memories
12. Cassandra Jenkins: In My Secret Life
13. Teddy Thompson: Ballad of the Absent Mare
14. Alana Amram: Suzanne
15. Lee Ranaldo: Famous Blue Raincoat
16. Will Sheff & Friends: So Long, Marianne